# Märta Eketrä
Märta Elisabeth Margareta Eketrä, född 4 november 1851 i Stockholm, död 26 augusti 1894 på Ulriksdals slott, var en svensk hovdam hos drottning  Sofia. 
Hennes föräldrar var översten och kabinettskammarherren Johan Gabriel Eketrä och Stanislas Margareta Tersmeden. Under sin uppväxt var hon lekkamrat till prinsessan Louise. Hon var från 1872 hovfröken hos drottningen och fick 1889 rangen av kammarfröken. Eketrä var Sofias favorit, gunstling och personliga vän och förtrogna och utövade ett viktigt inflytande vid hovet. 
Som person beskrivs hon på följande sätt:
Hos hovfröken E. frapperade redan det yttre. Hon hade ett ståtligt utseende, en rak, reslig gestalt och vackra, regelbundna drag. Än mer betydde hon emellertid som människa. Märta E. var en härskarnatur med stor viljestyrka, stark karaktär och mycken självständighet. Också kunde hennes ansiktsuttryck ibland spegla högdragenhet eller dömande förakt. Men hon hade också ett strålande, hjärtevärmande leende, uttrycket för andra minst lika betydande egenskaper: en helgjutenhet, en verklig nobless och en gränslös offervillighet och människokärlek.
Hon förmedlade 1878 bekantskapen mellan drottningen och den brittiske väckelsepredikanten Lord Radstock, vars religiösa förkunnelse fick en stor betydelse för Sofia. Hon agerade också själv som Sofias själasörjare och deltog i dennas andakter och tolkade bibeltexter för henne. Eketrä beskrivs som en av de tre hovdamer som stod närmast Sofia och som assisterade henne i hennes strävan att leva ett kristet liv efter sin religiösa omvändelse 1878 och som ofta fick förtroendet att läsa ur bibeln under andaktsstuderna; de övriga två var Ida Wedel-Jarlsberg och Ebba von Rosen. Hon beskrevs som "...en av drottningens intimaste vänner. Härtill bidrog Märta E:s pålitliga förtegenhet och framträdande takt. Hon har själv bekant, att hon under hela sitt liv varit van att mottaga andras förtroenden. Med dessa höll hon obrottsligt tyst."
Eketrä medföljde Sofia på utlandsresor såsom statsbesöken i Konstantinopel och Rumänien. Under Sofias sjukdom och svåra operation under 1887 skötte hon en mängd praktiska uppgifter, både i frågan om Sofias personliga skötsel och i uppgifter i styrelsen på Sophiahemmet, där hon vikarierade för Sofia under hennes konvalescens, något som togs som ett bevis på hennes lojalitet. Hon engagerade sig i Sophiahemmets grundande, vidarebefordrade Sofias önskemål och valdes som suppleant till dess styrelse 1890.